# Albertus Steenbergen

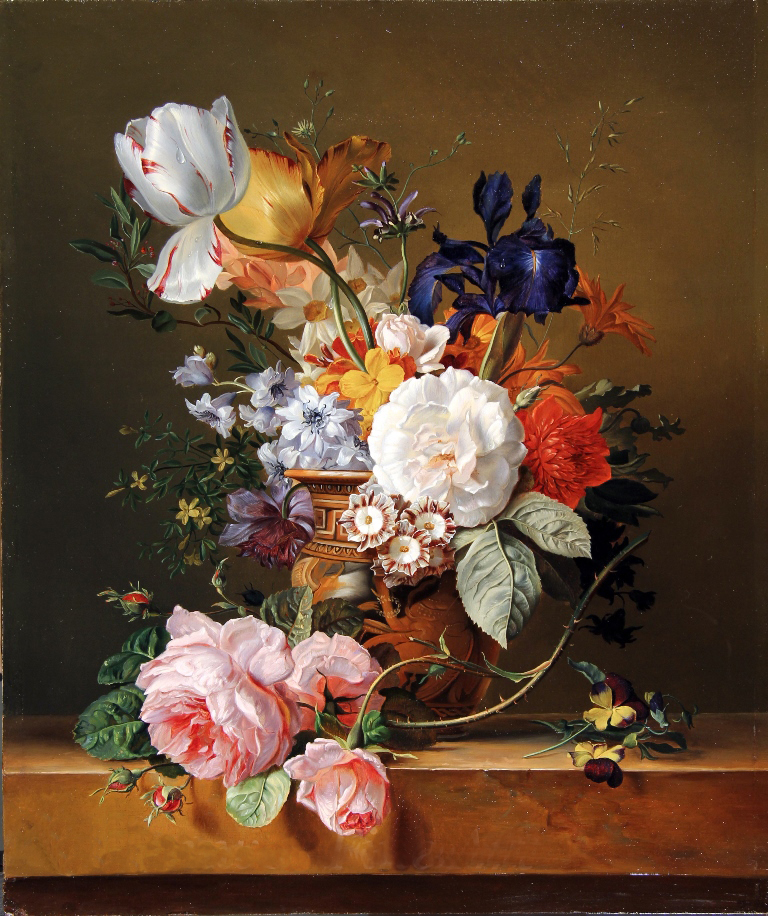
Blumenstillleben

Albertus Alides Steenbergen (* 26. Mai 1814 in Hoogeveen; † 20. Februar 1900 ebenda) war ein niederländischer Maler und Schriftsteller.
Steenbergen fiel als Säugling von einem Tisch, so dass er zeitlebens behindert blieb und sich mit Krücken oder im Rollstuhl bewegen musste. Nach der Grundschule ging er nach Coevorden, wo er die französische Schule besuchte. Danach arbeitete er kurze Zeit bei einem Notar.
1833 reiste er nach Hilversum, wo er bei dem Maler Jan van Ravenswaay studierte. Steenbergen malte hauptsächlich Vögel, Blumen und Insekten. Neben der Ölmalerei schuf er Aquarelle. 1836 zog er nach Haarlem, wo zu dieser Zeit viele Blumenmaler lebten. Steenbergen war bis 1839 in Haarlem tätig, danach ging er nach Amsterdam, wo er drei Jahre verbrachte. 1842 kehrte er nach Hoogeveen zurück.
1857 trat er als Steuereinnehmer den Dienst bei der Gemeinde an. Er begann immer weniger zu malen und widmete sich immer mehr dem Schreiben. Als Schriftsteller ist er vor allem für das Buch „De Nevelhekse“ bekannt, das von einer Liebe zwischen einem Arzt und einem jungen Mädchen erzählt, das von ihren Mitbürgern als Nebelhexe betrachtet wird und der allerlei Katastrophen zugeschrieben werden. Einigen Autoren zufolge ist die Geschichte teilweise autobiografisch.  